# 何基鸿

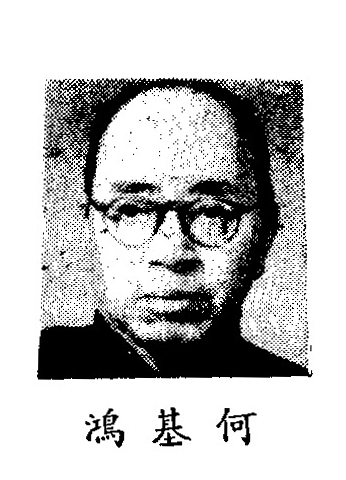

何基鸿（1892年—？），字海秋，直隶藁城人，近代法学家。国军将领何基沣之兄。
何基鸿早年赴日本留学，1912年毕业于东京帝国大学，获法学士学位。后又前往德国留学。返回中国后，他先后担任北洋政府大理院书记官、推事，司法部参事，国民政府考试院编撰等职。他还曾任教于国立北京大学，出任北京大学教务长兼第三院（社会科学学院）主任及法律系、政治系主任。1929年起任教于国立清华大学，曾政治系讲师、法律学系教授。1935年任河北省政府委员兼民政厅厅长。1936年任国立北平大学法商学院名誉教授。1937年任国民政府考选委员会委员。1939年任监察院监察委员。1945年任第四届国民参政会参政员。翌年当选制宪国民大会代表。1948年被聘为国立北平研究院学术会议社会科学组会员。